# Refleksvest
En refleksvest er en vest, der benyttes af personer der til tider befinder sig i lyssvage omgivelser. Refleksveste er typisk i neonfarver og udstyret med reflekterende bånd og/eller tekst.
Blandt professionelle der benytter refleksveste i deres arbejde kan nævnes folk der opererer i trafikken – såsom politibetjente og vejarbejdere. Trafikanter som cyklister og motorcyklister bruger refleksveste for bedre at kunne ses i trafikken.

## Krav
Den 1. juli 2014 blev det i Tyskland et krav for føreren at benytte refleksvest, hvis denne forlader bilen. Undladelse heraf kan udløse en bøde på 15 €. Kravet gælder dog ikke for danskere.